# Lendvahegy
Lendvahegy (szlovénül: Lendavske Gorice IPA: [ˈleːndau̯skɛ ɡɔˈɾiːt͡sɛ]) magyarok lakta falu Szlovéniában a Muravidéken. Közigazgatásilag Lendva községhez tartozik.

## Fekvése
Lendvától 1 km-re délkeletre fekszik. Lendva városának szőlőhegye, mely 265–328 m magasságú dombokból áll. Legmagasabb pontja 334 m. Területét az árnyékos helyeken akác és bükkerdők, valamint rétek, a napos lejtőkön szőlőültetvények borítják. Magát ezt a dombvidéket is Lendva-hegynek nevezik, hasonlóan a rajta kialakult településhez. A homokos-márgás talaj, a kedvező mikroklíma a minőségi fehér borok termelésének kedvez.

## Története
A lendvahegyi szőlészetnek és borászatnak gazdag hagyománya van, a szőlőgazdálkodás gyökerei a római időkbe nyúlnak vissza. Területét 1379-ben az alsólendvai Bánffy család kapta I. Lajos magyar királytól adományként. 1644-ig a család kihalásáig volt a Bánffyak birtoka. Ezután a Nádasdy család birtoka lett. 1690- ben Eszterházy nádor több más valaha Bánffy-birtokkal együtt megvásárolta. Ezután végig a család birtoka maradt.
Közigazgatásilag Zala vármegye Alsólendvai járásának része volt. 1919-ben a Szerb–Horvát–Szlovén Királysághoz csatolták, ami tíz évvel később vette fel a Jugoszlávia nevet. 1941-ben a Muramentét a magyar hadsereg visszafoglalta és 1945-ig ismét Magyarország része volt, majd a második világháború befejezése után végleg jugoszláv kézbe került. 1991 óta a független Szlovén Köztársaság része. 2002-ben 586 lakosa volt.

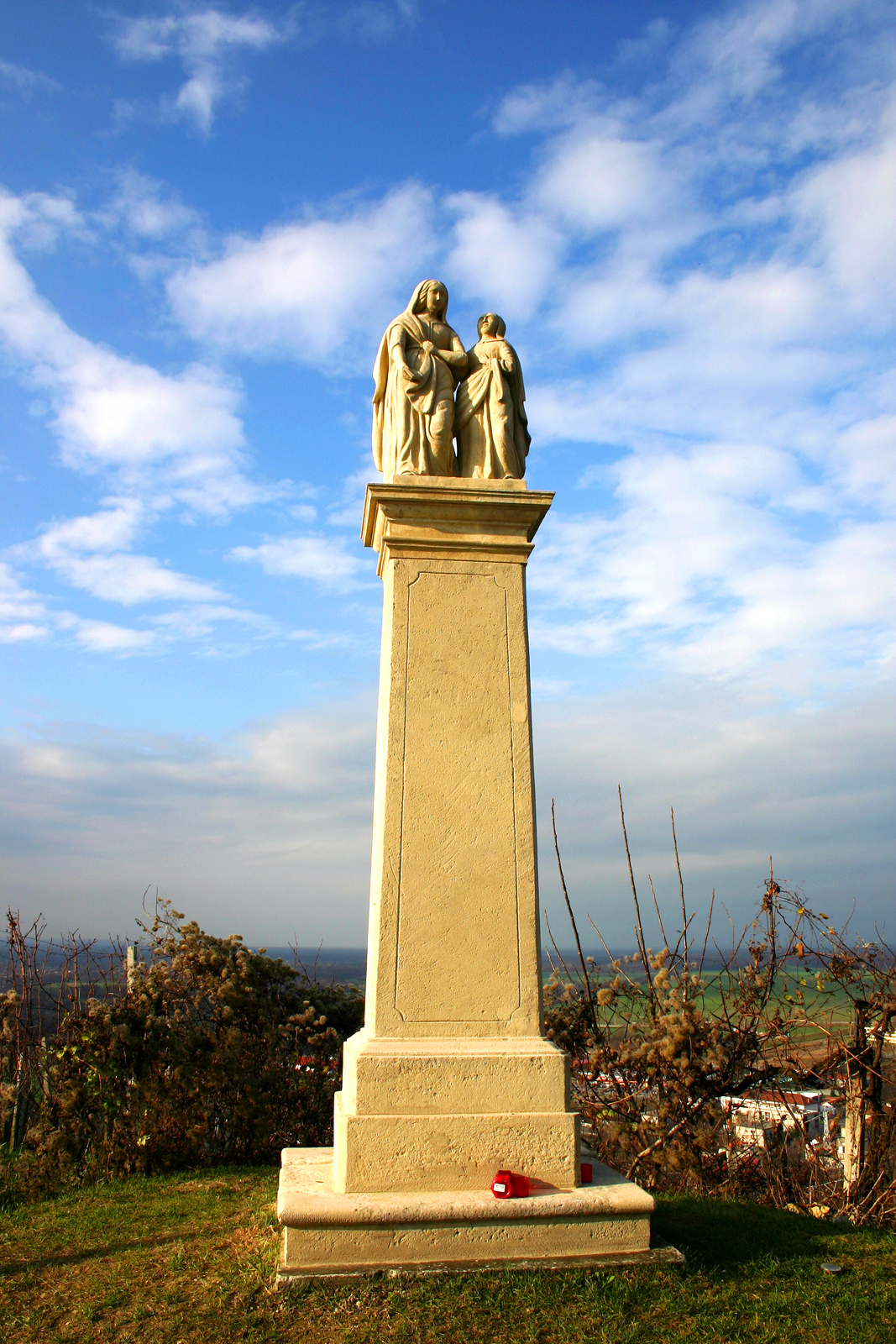
A Szent Anna-oszlop a szőlőhegyen

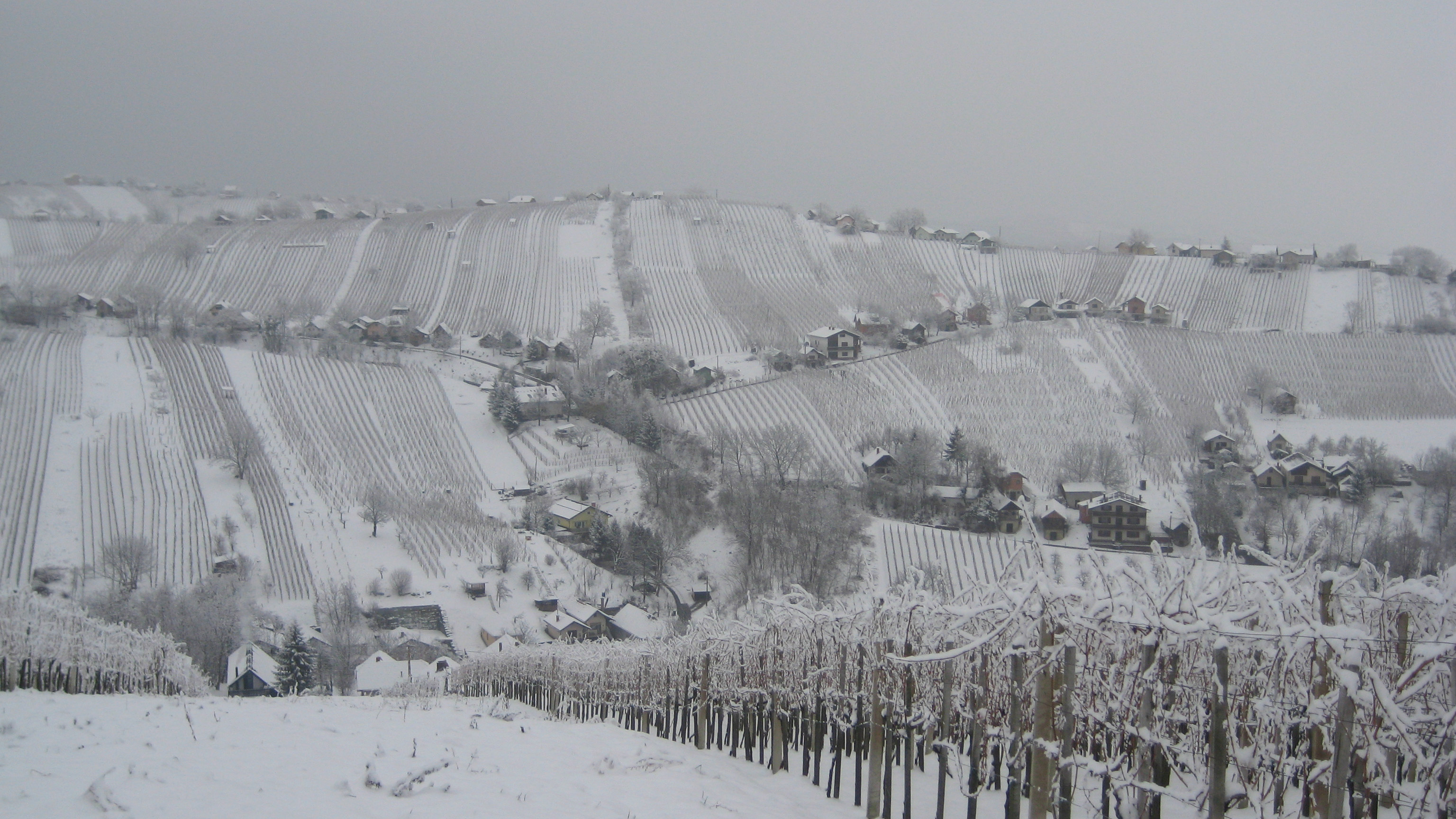
Lendvahegy télen

## Nevezetességei
- A Szentháromság-kápolna a szőlők által körülvett területen emelkedik, 1727-1728-ban épült. A kápolnában a hagyomány szerint Hadik Mihály múmiája tekinthető meg, aki 1603-ban a török elleni harcban esett el. Valójában egy más, ismeretlen személy holtteste látható itt.
- A szőlőhegyen álló Szent Anna-oszlop a 19. században készült barokk stílusban.
- Védett borospincék
- Vinarium torony

## Híres emberek
Itt élt Murkovics János író.